# Franz von Assisi (Film)
Franz von Assisi (Originaltitel: Francis of Assisi) ist eine US-amerikanische Filmbiografie des Regisseurs Michael Curtiz aus dem Jahr 1961, die auf dem 1958 erschienenen Roman Der fröhliche Bettler des deutschen Schriftstellers Louis de Wohl basiert. Der Film erzählt vom Leben des Ordensgründers Franz von Assisi, der von 1181 bis 1226 lebte und den Orden der Minderen Brüder gründete.

## Handlung
Franziskus Bernardone lebte im 13. Jahrhundert in der italienischen Stadt Assisi. Der Sohn des Stoffhändlers Pietro Bernardone war ein Lebemann, der mit der Zeit die Leere und Sinnlosigkeit seines Lebens verspürte. Um seinem Leben einen Sinn zu geben, folgte er dem Aufruf, in die Armee des Papstes Innozenz III. einzutreten, um Sizilien zu befreien und Friedrich II. zum König von Sizilien zu machen. Sein Freund, der adelige Paolo de Vandria, begleitete ihn.
Während eines Kampfes hörte Franciscus eine Stimme, die ihm befahl, nach Hause zurückzukehren. Als er gehen wollte, wurde er als Feigling und Verräter gebrandmarkt und ins Gefängnis gesperrt. Als er später freigelassen wurde, hörte er wieder die göttliche Stimme. Diesmal forderte sie ihn auf, eine Kirchenruine außerhalb von Assisi neu aufzubauen. Mit der Hilfe von Arbeitern rekonstruierte er die Kirche. Franziskus gründete einen Orden, der die Billigung und den Segen des Papstes erhielt.
In der Zwischenzeit hatte sich Paolo in Franziskus Jugendliebe Clara verliebt. Doch die schöne Aristokratentochter war so von Franziskus’ Predigten bewegt, dass sie ihr weltliches Leben aufgab und zur Nonne wurde. Paolo wurde verbittert. Voller Hass auf seinen ehemaligen Freund schloss er sich den Kreuzzügen an. Der Orden der Franziskaner hatte stetigen Zulauf. Franziskus reiste auf Bitte des Papstes ins Heilige Land, wo die Kreuzfahrer in schwere Kämpfe verwickelt waren. Franziskus wollte Frieden schaffen und schritt als Zeichen seiner Willenskraft und seiner Stärke durch Feuer. Der Sultan war vom Mut des Mönches beeindruckt. Doch die Plünderungen der Kreuzfahrer, von Paolo angeführt, verabscheute der Sultan.
Zurück in der Heimat fühlte sich Franziskus entmutigt, als er erkannte, dass einige seiner Ordensbrüder gegen das Gelübde der Armut verstießen. Nach einer Auseinandersetzung mit seinen Anhängern begab er sich in eine Höhle. Eine Augenkrankheit führte zu fortschreitender Erblindung. Clara versorgte den Ordensgründer. Bei einer Predigt auf einem Hügel wurden bei Franziskus Stigmata sichtbar, die Wundmale Christi. An seinem Sterbebett wurde er von dem reuevollen Paolo besucht. Eine große Schar von Anhängern beklagte seinen Tod.

## Kritiken
Das Lexikon des internationalen Films schrieb: „Die Handlung vermischt Geschichtliches, Legendäres und frei Erfundenes. Die Gestaltung stützt sich auf publikumswirksame Mittel amerikanischer Kolossalfilme, wobei die Konzession gelegentlich unnötig weit geht. Trotz seiner Mängel vermag der Film jedoch Einblick in das Leben eines Mannes zu vermitteln, dem Kirche und Gesellschaft eine der wichtigsten Erneuerungsbewegungen der Geschichte verdanken.“
Für A. H. Weiler von der New York Times war der Film ein geschwätziges und pompöses Werk, das kaum die Inspiration, Leidenschaft und Demut des Heiligen Franz von Assisi einfangen könne.

## Hintergrund
Die Uraufführung fand am 12. Juli 1961 statt. In Deutschland wurde der Film erstmals am 24. Oktober desselben Jahres gezeigt.
Gedreht wurde in Italien, unter anderem an Originalschauplätzen in Assisi, sowie bei den Monte-Gelato-Wasserfällen nördlich von Rom.
Die Kostüme für den vorletzten Film von Michael Curtiz stammten vom italienischen Kostümbildner Vittorio Nino Novarese. Die Szenenbildner waren Ferdinando Ruffo und Walter M. Scott. Das Studioorchester wurde von Franco Ferrara dirigiert.